# Peter Mauley
Peter Mauley (auch Peter II Mauley) (* um 1226; † 1279) war ein englischer Adliger.
Peter II war der älteste Sohn von Peter de Maulay und von dessen Frau Isabella of Thornham. Sein Vater, ein ursprünglich aus dem Poitou stammender ehemaliger Günstling von König Johann Ohneland, war durch die Heirat mit der Erbin von Robert of Thornham zu einem bedeutenden Baron in Yorkshire aufgestiegen. Nachdem sein Vater 1241 während des Kreuzzugs der Barone gestorben war, erbte Peter II seine Güter. Im Gegensatz zu seinem Vater gelang es ihm aber nicht, die Gunst des Königs zu gelangen, sondern blieb ein vornehmlich auf Yorkshire beschränkter Adliger. 1253 begleitete er König Heinrich III. bei dessen Expedition in die Gascogne, kehrte jedoch zum Unmut des Königs 1254 vorzeitig nach England zurück. Gegen Ende des Kriegs der Barone war er 1268, wie viele andere Barone, hoch verschuldet und soll jüdischen Geldverleihern 2000 Mark geschuldet haben. 
Er war zweimal verheiratet, sein Erbe wurde sein ältester Sohn Peter III Mauley. Ein jüngerer Sohn von ihm, Edmund Mauley, diente unter Eduard II. als Steward of the Household und fiel 1314 in der Schlacht von Bannockburn.